# Magnolia sprengeri
Magnolia sprengeri là một loài thực vật có hoa trong họ Magnoliaceae. Loài này được Pamp. mô tả khoa học đầu tiên năm 1915.